# Opistomum immigrans
Opistomum immigrans is een platworm (Platyhelminthes). De worm is tweeslachtig. De soort leeft in het zoute water van de Middellandse Zee en de Spaanse en Portugese kust.
Het geslacht Opistomum, waarin de platworm wordt geplaatst, wordt tot de familie Typhloplanidae gerekend. De wetenschappelijke naam van de soort werd voor het eerst geldig gepubliceerd in 1956 door Ax.